# Наґаока Хантаро
Хантаро Наґаока (яп. 長岡 半太郎, Наґаока Хантаро, 15 серпня 1865, Омура — 11 грудня 1950) — японський фізик, один з основоположників японської фізики початку Періоду Мейдзі, засновник наукової школи. Автор низки праць з електрики і магнетизму, атомної фізики і спектроскопії.

## Біографія
Наґаока народився 15 серпня 1865 року в місті Омура (префектура Нагасакі). Закінчив Токійський університет в 1887 році, після чого продовжив в ньому працювати. Займався вивченням ефекту магнетострикції, співпрацював з британським фізиком К. Ноттом. Отримав запрошення на Перший Міжнародний Конгрес фізиків, що відбувся в Парижі в 1900 році з ініціативи сім'ї Жака Кюрі.
У період з 1892 по 1896 роки Наґаока вивчав науки у Відні, Берліні, Мюнхені, де на нього справило велике враження знайомство з молекулярно-кінетичною теорією Людвіга Больцмана і роботами Дж. Максвелла, присвяченими стійкості кілець Сатурна: це були дві складові, які стали потім основою його власної атомної моделі.
У 1901—1925 роках Наґаока — професор фізики Токійського університету, серед його учнів Хонда Котаро і майбутній нобелівський лауреат Хідекі Юкава.
До 1904 року Наґаока розробив ранню, помилкову «планетарну модель» атома («атом типу Сатурна»). Модель була побудована на аналогії з розрахунками стійкості кілець Сатурна (кільця врівноважені через дуже велику масу планети). Модель вченого була невірною, але два висновки з неї виявилися пророчими:
- ядро атома дійсно дуже потужне;
- електрони утримуються на орбіті завдяки електростатичним силам (подібно до того, як кільця Сатурна утримуються гравітаційними силами).

Наукова громадськість не звернула увагу на цю роботу Нагаоки, проте в подальшому обидва ці положення були успішно підтверджені Резерфордом і його послідовниками. Проте, на думку самого вченого, модель була незадовільною, і Наґаока відмовився від неї в 1908 році.
Пізніше в сфері його наукових інтересів виявилася спектроскопія та інші галузі фізики. У березні 1924 року він описав спосіб, який дозволяв, на його думку, отримати міліграм золота і невелику кількість платини з ртуті.
З 1930 року Хантаро Наґаока — іноземний почесний член Академії наук СРСР. З травня 1931 по червень 1934 року очолював Осакський університет. За свої наукові заслуги в 1937 році Наґаока був нагороджений японським урядом Орденом Культури. З 1939 по 1948 рік очолював Імператорську академію наук (нині Японська академія наук).
На честь Хантаро Нагаоки названо кратер на Місяці.